# Liwia Łuża
Liwia Łuża – jezioro przybrzeżne Zatoki Pomorskiej na Wybrzeżu Trzebiatowskim, położone w gminie Rewal, w powiecie gryfickim, w woj. zachodniopomorskim. 
Powierzchnia zwierciadła wody według różnych źródeł wynosi od 174,9 ha do 210,8 ha. Zbiornik ma średnią głębokość na poziomie 0,9 m. Według danych z 1996 roku objętość 1983,0 tys. m³.
Cały obszar jeziora i jego obrzeża znajduje się w rezerwacie ornitologicznym Jezioro Liwia Łuża utworzonym w 1959 roku. 
Liwia Łuża jest płytkim akwenem o wyraźnie postępującej eutrofizacji – nadmierne nagromadzenie materii organicznej i silny rozwój życia biologicznego, spowodowane znacznymi ładunkami zanieczyszczeń z chemizacji użytków zielonych w pradolinie i, do niedawna, bezpośrednim zrzutem ścieków.
W typologii rybackiej jest to jezioro linowo-szczupakowe.

## Położenie

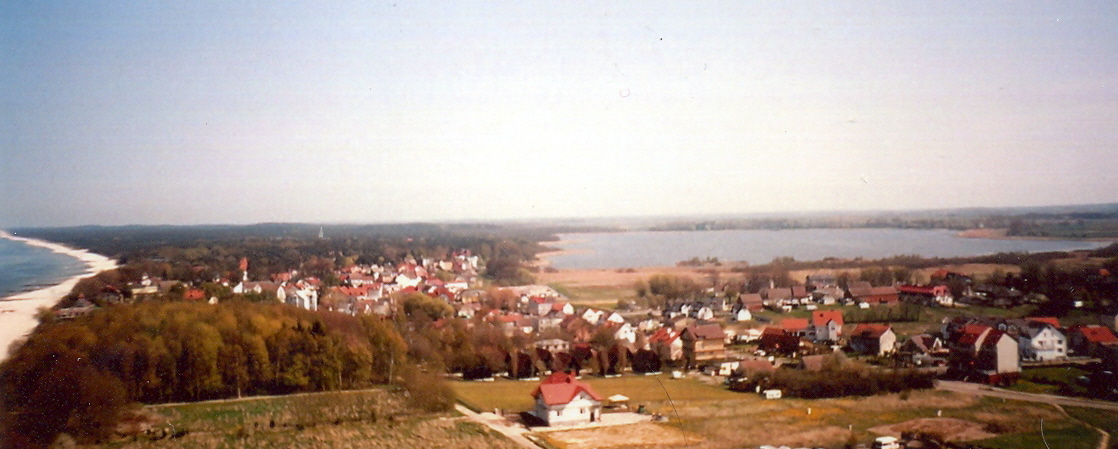
Mierzeja Liwiej Łuży

Liwia Łuża znajduje się w środkowej części Wybrzeża Trzebiatowskiego. Jezioro jest naturalnym zbiornikiem wodnym powstałym na skutek odcięcia od morza mierzeją o szerokości od 400 m do 1200 m. Lustro wody jeziora znajduje się na wysokości 0,9 m n.p.m..
Nad jeziorem położone są nadmorskie wsie Niechorze, Pogorzelica, a także od strony południowej Skalno. 
Jezioro objęte jest w całości obrębem geodezyjnym „Niechorze”.
Wokół jeziora z Niechorza przez Pogorzelicę, Skalno i z powrotem do Niechorza prowadzi zielony szlak turystyczny – Szlak Liwiej Łuży.
Do 1945 r. stosowano niemiecką nazwę Horst-Eiersberger See pochodzącą od leżących nad jeziorem – Niechorza (niem. Horst) i Skalna (niem. Eiersberg). W 1948 r. ustalono urzędowo polską nazwę Liwia Łuża.

## Stosunki wodne
Z Morzem Bałtyckim jezioro jest połączone poprzez Kanał Liwia Łuża kończący się na plaży, przez który okresowo odbywa się ruch wody w obie strony:
- w czasie sztormów przy północnych silnych wiatrach spiętrzone wody morskie wlewają się do jeziora przez Kanał Liwia Łuża, powodując zjawisko cofki sięgającej do Kanału Lądkowskiego oraz okresowe zasolenie wód jeziora. Cofka jest ograniczana poprzez zastosowanie wrót działających jak zawór zwrotny. Wrota te są zainstalowane między mostem na ul. Wojska Polskiego, a ujściem.
- przy wysokich stanach wody jezioro staje się zbiornikiem przepływowym i następuje odpływ jego wód do morza przez Kanał Liwia Łuża[13].

Poziom wody w jeziorze waha się w granicach 0,3–0,4 m rocznie, zależy głównie od dopływu wody z kanałów, głównie za pośrednictwem uchodzących od strony południowej Kanału Lądkowskiego, rowu Liwia, strugi Sadlno i rowów melioracyjnych w strefie nadbrzeżnej.

## Przyroda
W 1959 utworzono rezerwat ornitologiczny na powierzchni 220 ha, obejmujący jezioro i jego obrzeże. Celem ochrony jest zachowanie ze względów naukowych i dydaktycznych naturalnego środowiska lęgowego łabędzia dzikiego na jeziorze, będącym jednocześnie ostoją wielu gatunków ptactwa wodno-błotnego.
Charakterystyczną cechą jeziora jest pokrycie ok. 20% jego powierzchni roślinnością wynurzoną (wyspy trzcinowe) oraz przybrzeżny pas trzcin o szerokości od 5 do 60 m.
Według danych regionalnego zarządu gospodarki wodnej dominującymi gatunkami ryb w wodach Liwiej Łuży są: leszcz, krąp, płoć, lin. Pozostałymi gatunkami ryb występującymi w jeziorze są: węgorz europejski, wzdręga, szczupak pospolity, ciernik, okoń pospolity, jazgarz, sandacz pospolity, jaź, ukleja, kiełb pospolity, amur, karaś pospolity, karp, troć wędrowna, łosoś.

## Stan sanitarny
W 1996 roku dokonano badań czystości wody Liwiej Łuży, gdzie oceniono stan wód na pozaklasowy.